# Lega dei Ticinesi
Die Lega dei Ticinesi (deutsch Liga der Tessiner, französisch Ligue des Tessinois, in allen Sprachregionen umgangssprachlich Lega genannt) ist eine politische Partei in der Schweiz. Sie wurde 1991 als rechte bzw. rechtspopulistische Protestpartei gegründet und ist ausschliesslich im Kanton Tessin aktiv.

## Geschichte
Gegründet wurde die Partei vom Unternehmer und ehemaligen FDP-Parteigänger Giuliano Bignasca und vom Journalisten Flavio Maspoli. Im Gründungsjahr 1991 gelang es ihnen, mit Flavio Maspoli und Marco Borradori zwei Nationalratssitze und mit Giorgio Morniroli einen Ständeratssitz zu besetzen. 1995 machte die Partei Schlagzeilen mit der erfolgreichen Grossratskandidatur der Pornodarstellerin Sandy Balestra. Ebenfalls 1995 zog sie mit Borradori erstmals in die Tessiner Kantonsregierung, den Staatsrat, ein, in dem sie seither stets vertreten ist (seit 2011 mit zwei von fünf Sitzen).
Die Lega ist gegen einen Beitritt zur Europäischen Union und für eine strenge Asylpolitik. Ein besonderes Ärgernis für die Partei sind die Bundesangestellten in Bern, die sich aus Sicht der Lega dei Ticinesi nicht genug für die Interessen des Kantons Tessin einsetzen. Nach anfänglich raschem Erfolg im Heimatkanton schwächte sich der Aufstieg ab. Im nationalen Parlament ist die Partei mit Lorenzo Quadri als Mitglied der SVP-Fraktion vertreten.
Politisch steht die Lega dei Ticinesi der Schweizerischen Volkspartei, der Auto-Partei und ihrer italienischen «Schwesterpartei» Lega (früher Lega Nord) nahe. Allerdings hegten die Tessiner Legisten – im Gegensatz zur Lega Nord – nie Sezessionsabsichten.
Im März 2013 starb Mitgründer und Präsident Giuliano Bignasca. Staatsrat Michele Barra im Oktober 2013 und im März 2020 Giulianos Bruder Attilio Bignasca, der ihm als Präsident nachgefolgt war.

## Wahlergebnisse
Die folgende Tabelle gibt eine Übersicht über die Wahlergebnisse der Lega bei nationalen und kantonalen Wahlen.
| Jahr | Nationalrat | Nationalrat | Nationalrat | Nationalrat                      | Ständerat         |
|      | Stimmen     | % (CH)      | % (TI)      | Gewählte                         | Gewählte          |
| ---- | ----------- | ----------- | ----------- | -------------------------------- | ----------------- |
| 1991 | 28'290      | 1,38 %      | 23,5 %      | Flavio Maspoli Marco Borradori   | Giorgio Morniroli |
| 1995 | 17'804      | 0,95 %      | 18,6 %      | Flavio Maspoli                   | —                 |
| 1999 | 17'118      | 0,88 %      | 18,5 %      | Flavio Maspoli Giuliano Bignasca | —                 |
| 2003 | 7'304       | 0,35 %      | 8,0 %       | Attilio Bignasca                 | —                 |
| 2007 | 13'031      | 0,57 %      | 14,0 %      | Attilio Bignasca                 | —                 |
| 2011 | 18'956      | 0,79 %      | 17,5 %      | Lorenzo Quadri Roberta Pantani   | —                 |
| 2015 | 24'713      | 0,99 %      | 21,7 %      | Roberta Pantani Lorenzo Quadri   | —                 |
| 2019 | 18'187      | 0,75 %      | 16,9 %      | Lorenzo Quadri                   | —                 |
| 2023 | 14'160      | 0,55 %      | 13,5 %      | Lorenzo Quadri                   | –                 |

| Jahr | Grosser Rat | Grosser Rat | Staatsrat                    |
|      | Stimmen (%) | Sitze       | Gewählte                     |
| ---- | ----------- | ----------- | ---------------------------- |
| 1991 | 12,8 %      | 12          | —                            |
| 1995 | 17,9 %      | 16          | Marco Borradori              |
| 1999 | 18,1 %      | 16          | Marco Borradori              |
| 2003 | 11,8 %      | 11          | Marco Borradori              |
| 2007 | 16,2 %      | 15          | Marco Borradori              |
| 2011 | 22,8 %      | 21          | Marco Borradori Norman Gobbi |
| 2015 | 24,2 %      | 22          | Claudio Zali Norman Gobbi    |
| 2019 | 19,9 %      | 18          | Norman Gobbi Claudio Zali    |
| 2023 | 15,0 %      | 14          | Norman Gobbi Claudio Zali    |